# (6720) Gifu
(6720) Gifu (1990 VP2) – planetoida z pasa głównego asteroid okrążająca Słońce w ciągu 5,44 lat w średniej odległości 3,09 j.a. Odkryta 11 listopada 1990 roku.